# Arisa Trew
Arisa Trew (født 2010) er en australsk skateboarder.
Hun repræsenterede Australien ved sommer-OL 2024 i Paris, hvor hun vandt guld i parkrun.